# Deliathis flavis
Deliathis flavis là một loài bọ cánh cứng trong họ Cerambycidae.